# Bishi Bashi Champ Online
Bishi Bashi Champ Online (ビシバシチャンプオンライン 〜笑撃の全国対戦!?〜 Bishibashichanpuonrain 〜 Emi 撃 No zenkoku taisen!?〜?) es un videojuego arcade fue lanzado en el 21 de febrero de 2006 y fue desarrollado por Konami solo en Japón. Es una colección de minijuegos.
- Datos: Q16537880